# Liste der Träger des Verdienstordens des Landes Rheinland-Pfalz/2000
Im Jahr 2000 wurden folgende Personen mit dem Verdienstorden des Landes Rheinland-Pfalz geehrt:
| Ordensträger            | Lebensdaten | Wohnort                    | Wirken                                                                                      |
| ----------------------- | ----------- | -------------------------- | ------------------------------------------------------------------------------------------- |
| Paul Becker             |             | Bingen am Rhein            |                                                                                             |
| Herbert Bermeitinger    |             | Mainz                      |                                                                                             |
| Detlof Graf von Borries |             | Zellertal                  | Bildender Künstler, Vorsitzender der Rheinland-pfälzischen Fujian-Gesellschaft              |
| Yves-Pierre Boulongne   |             | Paris                      |                                                                                             |
| Klaus Bresser           | * 1936      | Wiesbaden                  | Journalist, Chefredakteur des ZDF                                                           |
| Jean-Louis Brette       |             | Dijon                      |                                                                                             |
| Waldemar Brümmendorf    |             | Remagen                    |                                                                                             |
| Manfred Fischer         |             | Ludwigshafen am Rhein      | Karnavalsfunktionär                                                                         |
| Robert Fournel          |             | Meze                       |                                                                                             |
| Marlies Friedrich       |             | Alzey                      |                                                                                             |
| Hannelore Glöckner      |             | Pirmasens                  |                                                                                             |
| Gerhard Groß            |             | Wachtberg-Pech             |                                                                                             |
| Gilbert Hüsch           |             | Nistertal                  |                                                                                             |
| Wolfgang Kikisch        |             | Neuwied                    |                                                                                             |
| Oliver Kirsch           |             | Forbach                    |                                                                                             |
| Georg Kosak             |             | Neustadt an der Weinstraße |                                                                                             |
| Johanna Krug            |             | Ludwigshafen am Rhein      |                                                                                             |
| Anna Kuhn               | 1916–2010   | Landau in der Pfalz        | Mäzenin der Maria-Ward-Schule                                                               |
| Beate Mundt             |             | Landstuhl                  | Psychotherapeutin                                                                           |
| Helmut Neunzert         | * 1936      | Kaiserslautern             | Mathematiker                                                                                |
| Dieter Rombach          | * 1953      | Kaiserslautern             | Informatiker, von 1992 bis 2021 Professor für Software Engineering an der TU Kaiserslautern |
| Hermann Saterdag        | 1945–2013   | Weinheim                   | Bildungsforscher und langjähriger Präsident der Universität Koblenz-Landau                  |
| Karlfried Schander      |             | Neuwied                    |                                                                                             |
| Thomas Schmitt          |             | Trier                      |                                                                                             |
| Elisabeth Sprindt       |             | Bendorf                    |                                                                                             |
| Franz Stalla            | 1931–2021   | Ludwigshafen am Rhein      | Vogelkundler                                                                                |
| Siegfried Stappert      |             | Nieder-Olm                 |                                                                                             |
| Otto Theisen            | 1924–2005   | Trier                      | Jurist und Politiker (CDU)                                                                  |
| Georg Tochtermann       | 1920–2013   | Speyer                     | Jurist und Politiker (SPD)                                                                  |
| Josef Wagner            |             | Koblenz                    |                                                                                             |
| Günter Wetzel           | 1922–2018   | Biblis                     | Politiker (SPD, CDU)                                                                        |
| Klaus-Peter Wyrwoll     | 1935–2021   | St. Johann                 | Lehrer                                                                                      |
| Vera Zahn               |             | Badenheim                  |                                                                                             |